# Малік Бейлероглу
Малік Бейлероглу (тур. Malik Beyleroğlu; нар. 21 січня 1970, Азербайджанська РСР) — турецький боксер азербайджанського походження, срібний призер Олімпіади 1996.

## Спортивна кар'єра
Малік Бейлероглу народився у СРСР, але після його розпаду переїхав на постійне проживання в Туреччину і виступав під турецьким прапором. На початку 1990-х років брав участь у багатьох міжнародних турнірах, але жодного разу не виборов медалі на чемпіонаті світу або Європи.

### Виступ на Олімпіаді 1996
- У другому раунді переміг Жолта Ердеї (Угорщина) — 9-8
- У чвертьфіналі переміг Томаша Боровського (Польща) — 16-12
- У півфіналі переміг Мохамеда Бахарі (Алжир) — 11(+)-11
- У фіналі програв Аріелю Ернандес (Куба) — 3-11